# 협재항
협재항(夾財港)은 제주특별자치도 제주시 한림읍 협재리에 위치한 어항이다. 2004년 9월 23일 어촌정주어항으로 지정되었다. 관리청은 제주시, 시설관리자는 제주시장이다.

## 어항 연혁
협재(夾財)라는 이름은 탐라시대부터 통용되었음을 동국여지승람(東國與地勝覽)과 남사록(南梭錄)등에서 찾아볼 수 있다. 고려 충렬왕 21년(서기 1295년 乙未)에 최서목사(崔瑞牧使)가 부임하여 탐라를 제주로 개명했으며 고려 충렬왕 26년(서기 1300년 庚子)에 행정구역을 동서도현(東西道縣)으로 설치하여 리는 명월현(明月縣)에 의속(依屬)되어 취락(聚落)으로 점차 발전하게 되었다.

## 어항 구역
- 수역: 85,499m2[1]

## 어항 시설
1974년 방파제 14m 축조를 시작으로 현재까지 방파제 103m, 선착장 179m, 물양장 244m가 축조되어 있다.